# Североарумынские говоры

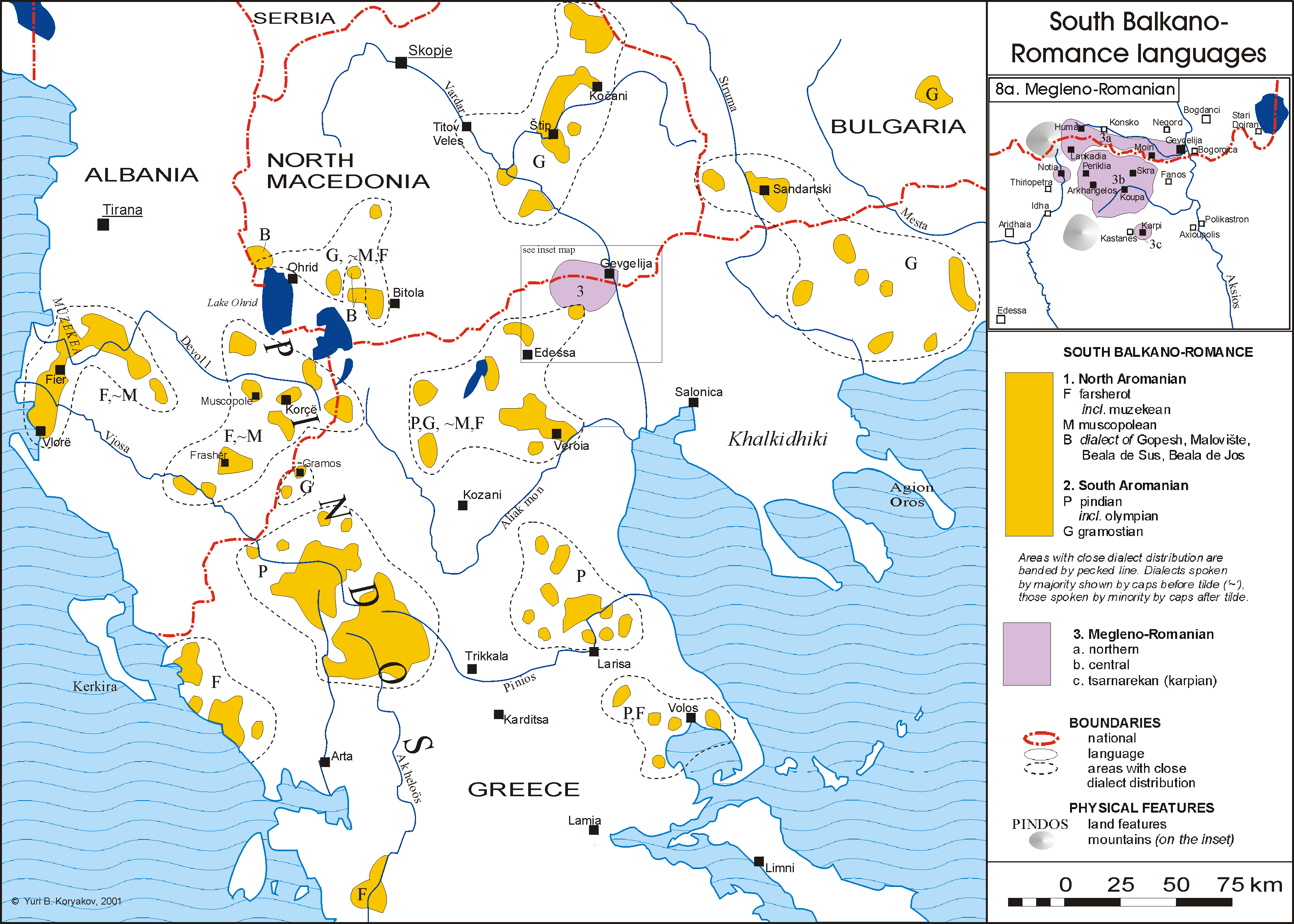
Ареал североарумынских говоров на карте распространения арумынского и мегленорумынского языков

Североарумы́нские го́воры (также североарумынская диалектная зона, североарумынские диалекты) — говоры арумынского языка, распространённые в различных районах северной, северо-восточной и некоторых других частей Греции, в южных районах Албании, а также в юго-западных районах Республики Македония. В состав североарумынской диалектной зоны входят фаршеротские, москопольские и мюзекерские говоры, а также говоры Гопеша, Муловиште, Бяла де Сус и Бяла де Жос. Североарумынским говорам противопоставлены говоры южноарумынской диалектной зоны, включающей грамостянские, пиндские и олимпские говоры.

## Общие сведения
Североарумынская диалектная зона получила своё название по изначальному ареалу, в которой происходило формирование североарумынских говоров. Основные языковые особенности рассматриваемой диалектной зоны сложились в северной части области распространения арумынского языка. Локализация части современных говоров североарумынской диалектной зоны в южных районах арумынской этнической территории, и южных говоров — в северных районах, произошло в процессе постоянных миграций арумын, занимавшихся отгонным скотоводством по горным районам южных Балкан.
Область распространения фаршеротских говоров, имеющая форму множества «островных ареалов», расположена в нескольких странах: в южной Албании — главным образом, на юго-востоке страны наряду с москопольскими говорами; в Греции — в Эпире, Акарнании, Этолии, Фессалии, Греческой Македонии; в Республике Македония — в юго-западных районах страны. Носители фаршеротских говоров составляют большинство среди носителей прочих арумынских говоров в Албании.
Ареал москопольских говоров также размещён на территории нескольких южнобалканских государств и также как фаршеротский ареал представляет собой группы «островов», окружённых сплошными ареалами греческого, албанского и других языков. В северной Греции, в основном в греческой части Македонии, носители москопольских говоров расселены чересполосно и по соседству с носителями пиндских, грамостянских и фаршеротских говоров; в Республике Македония москопольские говоры распространены в юго-западных районах страны; в южной Албании носители москопольских говоров расселены рядом с носителями фаршеротских говоров, составляющих большинство арумынского населения Албании.
Ареал мюзекерских говоров охватывает равнину Мюзеке у побережья Адриатического моря в юго-западной части Албании.
Две группы говоров, одна из которых представлена говорами сёл Гопеш и Муловиште, а другая — говорами сёл Бяла де Сус и Бяла де Жос, распространены в юго-западной Македонии. Языковые особенности данных говоров обнаруживают черты сходства с мегленорумынским языком.
Диалектное членение арумынского языка связано, хотя и неоднозначно, с расселением тех или иных групп, или «племенных ветвей», арумынского населения — фаршеротов, москопольцев и мюзекеров. Самоназвание, связанное с «племенным» делением арумын, широко распространено только среди носителей фаршеротских говоров — «фаршероты» (fărşeroţi), названия «москопольцев» (рум. moscopoleni) и «мюзекеров» употребляются среди арумын очень редко.
Выделение североарумынских говоров, противопоставленных южноарумынским говорам, было предложено Т. Капиданом, по его терминологии данные диалектные образования называются «диалектными зонами».

## Диалектные особенности
Диалектное членение арумынского языка основано прежде всего на фонетико-фонологических особенностях. Для североарумынских говоров характерны:
- отсутствие противопоставления фонем /ǝ/ и /ɨ/; в южноарумынской диалектной зоне представлено противопоставление /ǝ/ и /ɨ/;
- переход дифтонгов e̯a, o̯a в монофтонги: e̯a > ɛ, o̯a > ɔ; в южноарумынских говорах отмечается сохранение дифтонгов e̯a, o̯a;
- отсутствие неслоговых конечных гласных [i] и [u] в ряде североарумынских говоров; для южноарумынских говоров характерно сохранение неслоговых конечных [i] и [u].

Также для североарумынской диалектной зоны характерны такие языковые особенности, как:
- варьирование [e]/[i] с преобладанием [e] в начальной и конечной безударной позиции: ve̯áde «он видит», sî́nḑe «кровь», ermuxít «опустошённый» (заимствование из греческого);
- отсутствие фонем /θ/, /ð/ и /ɣ/ в части североарумынских говоров, в словах албанского и греческого происхождения на месте фонемы /θ/ отмечаются согласные [f], [t], [s]: firídă < θυρίδα «окно», timél’u < θεμέλιον «основа», părmís < παpαμύθιον «сказка»; фонема /ð/ реализуется как [d], [v]: dárdă < dardhë «груша», curvél’i < χουρδέλι «туфель»; фонема /ɣ/ в заимствованных словах заменяется на [g]: grámă < γράμμα «буква»;
- употребление разных звуков [e]/[ə], [e̯a]/[a] в одних и тех же позициях в одних и тех же словах: aşé/aşắ «так», muşe̯át/muşát «красивый» и т. д.